# マルシュアース

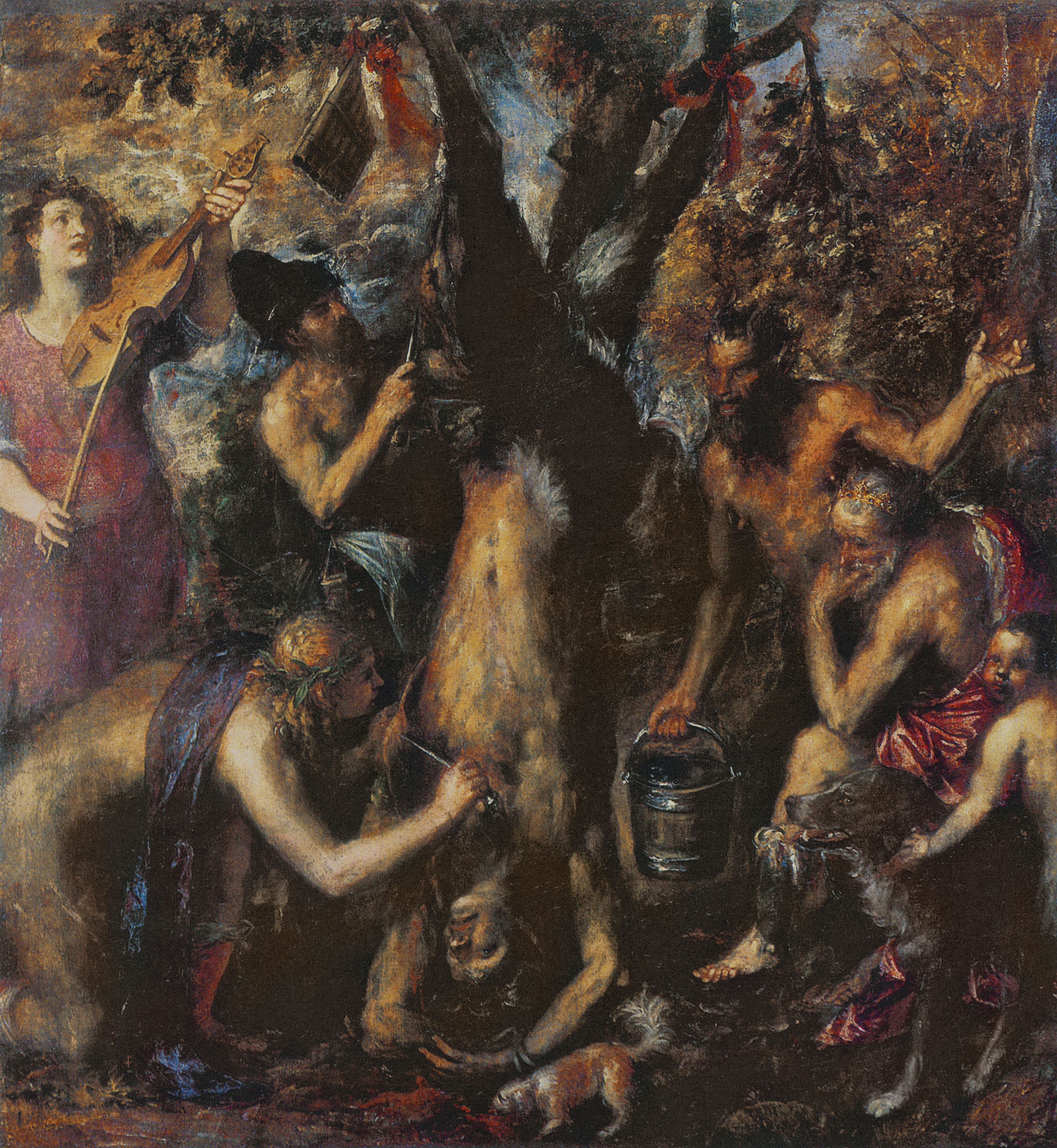
ティツィアーノ・ヴェチェッリオの絵画『マルシュアスの皮剥ぎ』。1570年から1576年頃。クロムニェジーシュ宮殿美術館所蔵。

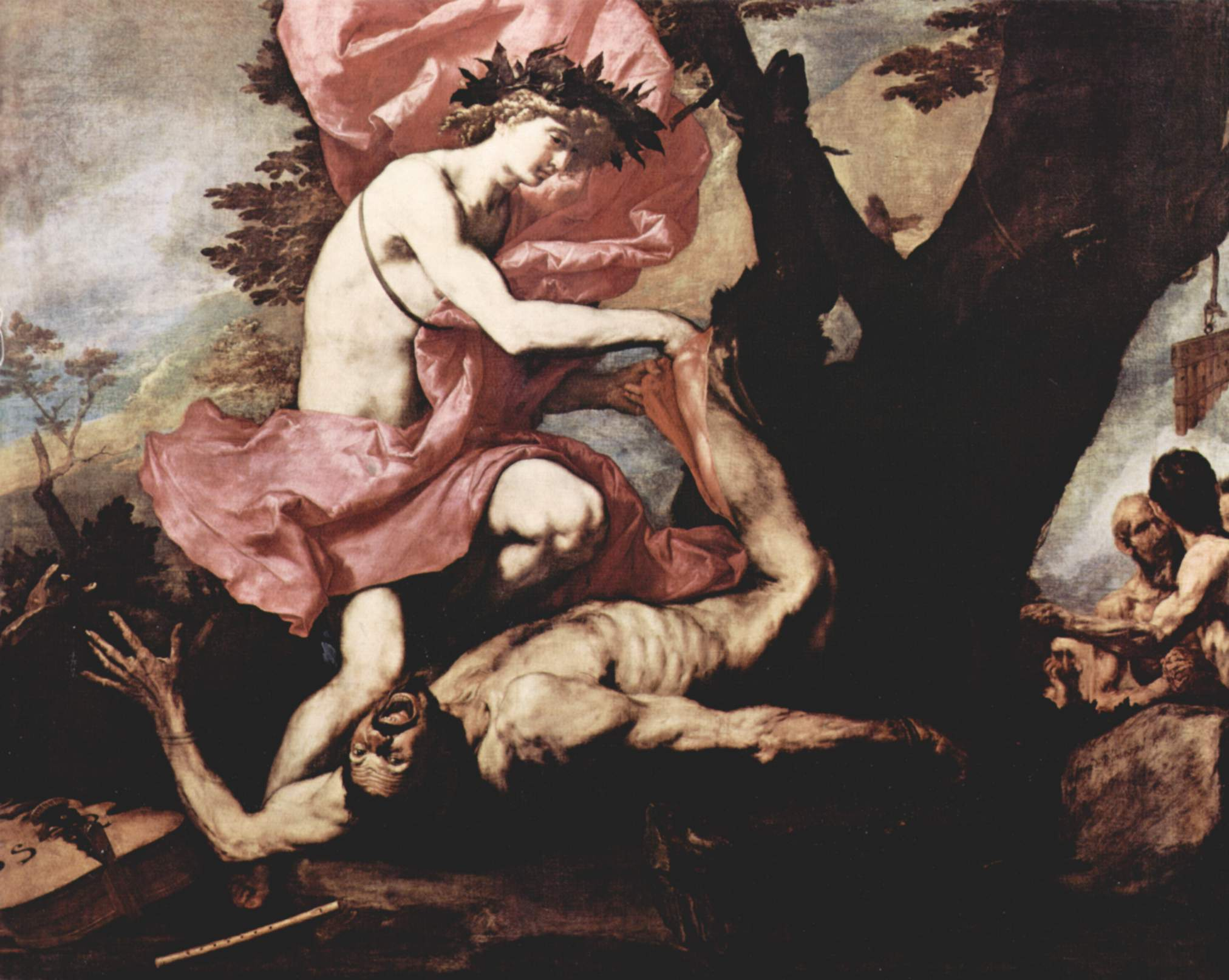
ホセ・デ・リベーラの『アポロンとマルシュアス』。1637年。 ベルギー王立美術館所蔵。

マルシュアース（古希: Μαρσύας, Marsyās）は、ギリシア神話に登場するサテュロス。日本語では長母音を省略してマルシュアスとも呼ぶ。本来はプリュギア地方を流れるマルシュアース河の河神だったが、ギリシア神話ではサテュロスないしシーレーノスとされ、キュベレーやディオニューソスの随伴者の1人となっている。

## 神話
マルシュアースはアウロスという楽器の発明者だった。また、一説にはその楽器はアテーナーが作ったものだったが、吹くときに頬が膨れるのを他の神が笑ったせいで捨てたのを、マルシュアースが拾ったのだった。
アウロスを得たマルシュアースはこの楽器に熟達し、その技能はアポローンにも勝ると言う様になった。そしてマルシュアースはアポローンに音楽の競技を挑んだ。
アポローンとマルシュアースの競技では、勝者は敗者の側に何をしてもよいことになっていた。ムーサが審判だったが、アポローンのキタラーとマルシュアースのアウロスの演奏は優劣つけ難かった。しかし、最後にアポローンが楽器を上下逆さまにして演奏した所、マルシュアースはこれに応じられなかったために敗れる事となった。アポローンは彼を松の木に縛り付けて生きたまま皮を剥いで殺した。または、スキュティア人に全身を切り刻ませたともいわれる。その時に流れた血、もしくは彼の死を悲しむサテュロスやドリュアスたちの流した涙が河となりそれがマルシュアース河だとされる。また、マルシュアースの処刑神話は人身供犠を伴うプリュギアの農耕儀礼から生じたものと考えられている。